# Heitler László
Heitler László (Pápa, 1937. január 24. – Budapest, 2016. június 8.) festő, művészeti író.

## Élete és munkássága
A tanítóképzőt Pápán (1951–56), a tanárképző főiskolát pedig Pécsett (1959–63) végezte. Mesterei Cziráki Lajos, Kelle Sándor, A. Tóth Sándor tanárok voltak.
1965-66-ban, majd 1995-96-ban újra a Felnőtt Képzőművész Kör vezetője volt. 1994-ig szülővárosában dolgozott rajztanárként, a város kiállításainak, művészeti életének szervezője, rendezője és propagátora.
Önálló kiállítása Pápa, Győr, Sopron, Veszprém, Tapolca, Balatonfüred, Keszthely, Budapest, Esztergom, Sárvár, Szentes, Hódmezővásárhely és más városok, valamint Bécs, Bludenz, Feldbach, Staden múzeumaiban és galériáiban volt. Képei vannak a Magyar Nemzeti Galéria, a Xántus János Múzeum, a Laczkó Dezső Múzeum, a Tornyai János Múzeum, intézmények és művészbarátok gyűjteményeiben.
Tagja a Magyar Képző- és Iparművészek Szövetségének, a Magyar Alkotóművészek Országos Egyesületének, a Magyar Festők Társaságának, a Magyar Német Írók és Alkotóművészek Egyesületének és a Szőnyi István Alkotóközösségnek.
Könyve jelent meg Beck Ö. Fülöp (1969), Vedres Márk (1973), Goldmann György (1975), Németh Mihály (1977), Pásztor János (1981), Marton László (1985) szobrász és Vágfalvi Ottó (1987) festő munkásságáról, továbbá több száz tanulmánya, kritikája a képzőművészetről könyvekben, folyóiratokban, hírlapokban.
Pályázati és kiállítási díjban tizenháromszor részesült, és elnyerte a Szakszervezetek Országos Tanácsa (1986), az Országépítő Alapítvány (1989) és az Eötvös Alapítvány (1990) ösztöndíját is.

## Egyéni kiállítások
- 1964, 67, 73 • Pápa
- 1967 • Esztergom (kat.)
- 1973 • Műcsarnok, Győr • Kastély Múzeum, Csorna • Esztergom
- 1977 • Megyei Művelődési Központ, Veszprém • Helytörténeti Múzeum, Pápa
- 1980 • Csepel Galéria, Budapest (kat.)
- 1983 • Kisfaludi Terem, Zalaegerszeg
- 1984 • Helytörténeti Múzeum, Pápa • Festőterem, Sopron • Balatonfüredi Galéria (kat.)
- 1985 • Ring Galerie, Bécs (A)
- 1987 • Tornyai János Múzeum, Hódmezővásárhely
- 1989 • Művelődési Központ, Nagykanizsa (kat.)
- 1990 • Városi Galéria, Bludenz (A)
- 1995 • 100 kép, Somogyi Galéria, Pápa [Heitler Andrással]
- 1996 • Balatoni Múzeum, Keszthely
- 1997 • Csikász Galéria, Veszprém (gyűjt. kat.)
- 1999 • Wunsiedel (D)
- 2000 • HEMO, Veszprém
- 2007 • 70 év – 70 kép, Somogyi József Galéria, Pápa.

## Válogatott csoportos kiállítások
- 1962-től Veszprém megyei tárlatok
- 1968-tól Szegedi Nyári Tárlatok
- 1971-73 • Művésztelepi kiállítások, Győri Műcsarnok, Győr
- 1973 • Balatoni Kisgrafikai Biennálé
- 1976-77 • Ajkai Tavaszi Tárlatok
- 1978 • II. Szolnoki Festészeti Triennálé
- 1982 • Bakony-Balaton, Csontváry Terem, Budapest
- 1984 • Vásárhelyi Őszi Tárlat, Tornyai János Múzeum, Hódmezővásárhely • V. Dunántúli Tárlat, Kaposvár
- 1987 • VI. Dunántúli Tárlat, Kaposvár
- 1988 • Művésztelep Jubileumi Kiállítás, Xantus János Múzeum, Győr • Magyar Képzőművészek és Iparművészek Szövetsége Tavaszi Tárlat, Műcsarnok, Budapest
- 1995 • XXIX. Alföldi Tárlat, Békéscsaba
- 1996 • Künstler der Region Pápa, Schwetzingen (D)
- 1998 • Emlékezés 1848-ra, Egyetem, Veszprém
- 1999 • Veszprémi művész céh kiállítása, Tihany
- 2000 • Pannónia, Újlipótvárosi Galéria

## Művek közgyűjteményekben
Laczkó Dezső Múzeum, Veszprém • Magyar Nemzeti Galéria, Budapest • Tornyai János Múzeum, Hódmezővásárhely • Xantus János Múzeum, Győr.

## Köztéri művei
- Gr. Batthyány L. (bronz, dombormű portré, 1991, Pápa, Mezőgazdasági Szakközépiskola)
- Gr. Eszterházy K. püspök (műkő, dombormű portré, 1999, Pula, római katolikus templom).

## Könyvei
- Beck Ö. Fülöp, Budapest, 1969
- Vedres Márk, Budapest, 1973
- Goldman György, Budapest, 1975
- Pásztor János, Budapest, 1981
- Németh Mihály, Budapest, 1977
- Vágfalvi Ottó, Veszprém megyei Könyvtár, 1987
- Marton László, Budapest, 1985
- Pápa útikalauz, Budapest, 1982
- Pápa - rajzok (bev. SMALLHERMAN I./SMALL), Városi Könyvtár, Pápa
- Pápa [Ilon Gáborral, Nádasdy Lajossal], Szelényi Ház, Veszprém, 1993
- A Kör, Pápa, 2000.